# CSI效应
CSI效应（英語：CSI effect）也称CSI症候群（英語：CSI syndrome）:ch.2或CSI感染（英語：CSI infection），是指因《犯罪现场调查》之类犯罪题材电视节目中有关司法科学的多种过分夸大描绘而对公众认知产生的影响。这个词語多指一种相信陪审团会在刑事案审讯过程中要求更多法医证据，从而提高检察官有效举证标准的看法。虽然美国法律界专业人士普遍有这样的看法，但一些研究表明单凭犯罪题材的节目并不大可能造成这样的效果，经常观看《犯罪现场调查》的观众也不会过于看重间接证据（circumstantial evidence）。不過随着技术进步，而且科技在整个社会中变得越来越普遍，人们也可能会对法医取证技术有更高的期望。
CSI效应还有其他一些表现形式。例如公众法医学意识增强，便会要求警方在调查过程中取得更多的法医证据，导致犯罪实验室的工作量也相应膨胀。全世界范围内大学阶段法医学课程的数量和受欢迎程度都大幅增加；不过一些新的课程已经受到批评，被指其学生在面对现实法医工作时准备不足。此外，这些涉及法医科学的电视节目还有可能会让现实中的罪犯学会如何掩盖证据，因此令调查人员的破案工作变得更加困难。

## 背景
CSI效应一词源于2000年开始播出的一部电视剧集《犯罪现场调查》（CSI: Crime Scene Investigation），讲述一队虚构的美国内华达州最大城市拉斯维加斯犯罪现场调查员，通过现代法医技术破解凶杀案谜团的故事。每一集中会发现至少一具尸体，然後会由这队调查员展开调查。他们会收集、分析法医证据，询问证人最终抓获犯罪嫌疑人:ch.IIA。这部剧集的大受欢迎还引出了两套衍生作品，分别是2002年首播的《犯罪现场调查：迈阿密》和2004年首播的《犯罪现场调查：纽约》。每一部都获得了成功，并且由此出现了更多类似的电视剧集节目。反过来，其它的许多犯罪题材剧集也对CSI效应有关联性的影响，如《美国正义》（American Justice）、《识骨寻踪》、《铁证悬案》、《冷血档案》（Cold Case Files）、《悬案小队》（Cold Squad）、《犯罪心理》、《逝者能言》（Crossing Jordan）、《无言铁证》（Forensic Files）、《海军罪案调查处》、《数字追凶》、《无声的证言》（Silent Witness）、《死亡中惊醒》（Waking the Dead）和《寻人密探组》等:ch.2。根据AC尼尔森的收视率调查数据，2005年美国最受欢迎的十大电视节目中，有多达6个是犯罪题材电视剧，《犯罪现场调查》也是2007年11月的收视率冠军。
多部很受欢迎的犯罪题材电视剧都被批评為不切实际。例如，剧中角色不仅调查（处理）犯罪现场，他们还个个都是文武全才，突击搜查、追踪拘捕、审讯破案样样都能做得有板有眼。但这些实际上都是警官及探长的职责，与犯罪现场调查员无关。此外，处理犯罪现场的调查员不应该再经手检验任何从现场收集到的证据，因为这样将会危害到科学证据的公正性。在真实的调查过程中，现场一般很难收集到DNA证据和指纹证据，并且即使获得了这类证据，也需要经过数周甚至数月的时间才能够得到结果，但电视中的犯罪实验室显然设施极其先进，只需要几个小时就能完成检验。在第一季《犯罪现场调查》中，技术人员制作了一个伤口的石膏模型，并用其来确定造成这一伤口的刀具类型，然而在现实生活中，目前的技术手段还无法做到这一点。电视剧中的角色还经常使用“吻合”（match）一词来形容两件证据之间的关连，但是真实的法医技术人员往往会使用更保守的，并不那么肯定的字眼来表述，因为这种绝对可以肯定的情况一般都是不大可能会出现的。
《犯罪现场调查》系列剧集的创建人安东尼··祖克尔（Anthony E. Zuiker）声称，剧中“所有科学内容都是准确的”。但是研究人员则形容这些剧集将法医科学都描绘成“高科技魔术”，法医学家托马斯·马瑞罗（Thomas Mauriello）也估计《犯罪现场调查》中有约40%的科学技术并不存在。除了使用不切实际的技术外，《犯罪现场调查》完全忽视了在实际调查过程中存在的不确定性元素，将实验性结果描述为绝对真实可靠的。这些欠准确的描绘可能会改变公众对法医证据的看法，这种改变被称之为“CSI效应”。早在2004年，主流媒体上就开始出现“效应”的说法，到2009年，各种报刊杂志上已经出现超过250个有关CSI效应的故事，这其中还包括发表在《国家地理》、《科学美国人》和《美国新闻和世界报道》上的文章。
虽然CSI效应到近期才出现，但人们早已发现媒体对美国法律系统的描绘能够显著改变公众对其认知和看法。2002年的一项陪审员调查表明，一档很受欢迎的法庭剧《法官朱迪》（Judge Judy）对观众有关法官在法庭审判中所扮演角色的认知存在着极大的误导。更早的一些可能对公众有关“法律或调查系统”认知产生影响的电视节目包括1957至1966年的《梅森探案集》（Perry Mason），1976至1983年的《法医昆西》（Quincy, M.E.）以及1990年至今的《法律与秩序》系列剧集:ch.4。新闻媒体对刑事案件的追踪报道，互联网上大量博客的描写以及清白专案组织的成功努力，都增强了公众的法医学意识。祖克尔表示，“在我看来，‘效应’是这一系列剧集最大的一个惊喜”。

## 表现形式

### 法庭审判
法医和犯罪题材电视节目的大受欢迎据说会导致陪审团成员对法医学和调查程序的性质产生很多误解:ch.2，CSI效应被推测主要会以两种方式影响裁决：第一，陪审员会希望看到比所必要的情况更多的法医证据，如果没有，则导致无罪开释的比例升高；第二，陪审员会对法医证据，特别是证据更加放心，然而实际上这些证据可能并不一定那么可靠，从而导致在存在这类证据时的定罪率也相应提高。虽然犯罪题材电视节目有可能造成各种不同的效果，但是最经常被报道的还是陪审团在已经有压倒性有罪证据的情况下，仍然错误地将被告开释。特别是还有报道检查官在已经有目击证人证词的情况下仍然被要求提供DNA证据。在一个受到高度宣传的事件中，洛杉矶地区检察官史蒂夫·库利将男演员罗伯特·布莱克（Robert Blake）谋杀罪名的无罪开释归咎于效应。库利指出尽管有两位证人可以证实布莱克的罪行，但陪审团还是作出罪名不成立的裁决；并称这些陪审员都“愚蠢透顶”。
到了2005年，一些检察官已经开始改变其庭审准备和程序来试图对效应作出反击。有些检察官会在预审期间，向其认为可能会有偏见的陪审员提出有关法医电视节目收视相关的问题；另一些则会利用开庭陈述和结案陈词来尽可能减少CSI效应造成的影响，并指示陪审员应该遵循法庭而非电视上看到的证据标准。检察官甚至还会聘请专家证人出庭向陪审团解释为什么一些特定形式的物证与案件并不相关。在澳大利亚的一个凶杀案中，被告律师请求通过法官审理来避免证据受到陪审团的误解。到了2006年，虽然没有多少实证证据可以证实或反驳效应的存在，但这一概念已经被现实中的法律专业人士广泛接受。2008年由研究员莫妮卡·罗伯斯（Monica Robbers）进行的一项调查表明，多达约80%的美国法律界专业人士相信，他们经历过的一些司法判决受到了法医电视节目的影响。
纽约大学教授汤姆··泰勒（Tom R. Tyler）认为，从心理学角度来看，犯罪题材电视节目应该会提高而非降低定罪的几率，因为这些节目提倡了一种正义和告慰感，这类感觉是陪审团开释一名被告所不能获得的。他还认为罪名不成立判决几率的上升可能与对被告的同情或是对法律部门信心不足有关。2006年针对美国大学生进行的另一场调查也有着类似的结论，效应不大可能会成为检察官的负担，反而可能会对他们有所帮助。
2006年，密歇根州沃什特瑙县巡回法院法官唐纳德·谢尔顿和两位来自东密歇根大学的研究人员一起进行了对效应最大规模的一次实证研究。他们调查了超过一千名陪审员，发现其对于法医证据的要求的确有所提高，但在犯罪题材电视节目观众和定罪倾向之间则没有发现任何关联。另一种可以解释人们对法医证据认知改变原因的就是所谓的“科技效果”：随着科技的进步并且在整个社会中变得越来越普遍，人们也会对法医技术产生更高的期望。谢尔顿描述了一个陪审团成员抱怨控方没有在草坪上撒下指纹粉来搜集指纹的实例，然而这样的做法实际上是不可能的，并且也没有在任何犯罪题材电视节目中出现过:ch.7。之后由同一组人员做出的一项研究发现，经常观看《犯罪现场调查》的观众反而对间接证据的期待程度会比较低，而且他们是否观看这些电视剧也并不会对其在案件中以多种类型证据来定罪的倾向性，或是对目击者证词的评估产生影响。
许多与效应有关的故事都设想其将导致罪名不成立的判决几率上升，不过这通常完全是基于传闻证据作做的判断。2009年对8个州进行的一项定罪统计数据研究发现，与实际情况恰恰相反，自《犯罪现场调查》首播后，有罪判决率才真实存在上升。任何一场审判的结果主要是取决于其所在的州，而非取决于当时这一系列电视剧是否有开始播出。2010年威斯康辛大学密尔瓦基分校所进行的一项研究表明，观众是否观看这类犯罪题材电视节目可能会与其对证据的认知存在关联，但没有证据表明这样的认知会对陪审员的决定产生影响。截止2010年8月，没有任何实质性证据表明罪名不成立判决与《犯罪现场调查》的收视情况存在关联。一位研究人员认为对于包括CSI效应在内多种与法庭相关效应的看法并非是由陪审员不称职造成的，而是因为人们对整个陪审团制度缺乏信任。

### 学院教育
CSI效应也影响了法医学的教育和训练方式。过去，进入这一领域的学生通常将获得一个科学本科学位，并深造获得硕士学位；《犯罪现场调查》之类节目的大受欢迎令法医科学变得更热门起来。2004年，佛罗里达国际大学和加利福尼亚大学戴维斯分校的法医课程规模整整翻了一番，报道称这是效应产生的结果。不过，许多修讀这类课程的学生都抱有不切实际的期望。对法医科学职业的兴趣，除了让美国选择这一学科的学生激增外，在澳大利亚、英国和德国也有同样的效果。瑞士洛桑大学法医学课程学员的增加也被认为是效应产生的结果。
虽然法医课程更受欢迎，意味着会有更多的人选择进入犯罪实际室工作，但有人担心这些课程并没有让其学员对实际取证工作做好充分的准备:602，这些学员毕业后通常还不能牢牢把握好基本的科学原则。许多法医专业的学生在学习时看到的是简化的程序，得出的又是过于明确的结论，这可能导致他们对法医科学有偏頗的认知。新墨西哥州的阿尔伯克基警察局曾通过让当地公民熟悉“真正法医学的能力和局限”，来试图提高这些未来法医学家和陪审员的科学素养，把他们培养成“公民”:605。
虽然法医和犯罪题材作品经常被批評是脱离实际，特别是描绘一些根本不存在技术手段，但这样的描述往往会给研究和技术人员一些新发明的灵感，毕竟歷史上這樣的個案並不罕見——小说家在科幻小說裡虚构的技术，之后由科学家发明出來，变成现实:ch.12。2006年，和田纳西州的孟菲斯警察局就合作开发了一种用来预测犯罪行为发生时间和地点的软件，其构想就是来源于史蒂文·斯皮尔伯格执导的2002年科幻电影《少数派报告》。

### 犯罪
的流行，似乎也影响了犯罪行为的模式。2000年时《犯罪现场调查》开始播出，当年，對於美国所发生的所有强奸案，警方的破案率为46.9%；到了2005年，这个数字下降到了41.3%。一些调查人员将此归咎于效应，因为犯罪节目经常仔細地解释罪犯如何掩盖或销毁证据。多位强奸受害人曾报告施暴者会在事后强迫他们洗澡或是用漂白剂清理自己。2005年12月，杰梅因·麦金尼（Jermaine McKinney）闯入了俄亥俄州杜伦巴尔县的一户人家，并杀害了屋内的两名女性。十分喜愛《犯罪现场调查》的他，花了很长时间来销毁犯罪证据：使用漂白剂洗手，烧掉受害者的尸体和自己的衣服，并试图将凶器扔到湖中，不过最终他还是被警方逮捕。洛杉矶县凶杀专案组负责人雷·皮韦（Ray Peavy）对此表示，CSI等節目除了教罪犯如何掩盖证据以外，還可能会給罪犯一個錯誤的印象，“看到电视上那么轻易就可以逃脱，驅使他们犯罪”。
不过也有人认为像《犯罪现场调查》这样的节目，对犯罪行为没有任何的引导效果。西弗吉尼亚大学法医学负责人麦克斯·霍克（Max Houck）表示虽然《犯罪现场调查》可能会成了某些人的犯罪指南，但那些诉诸犯罪以解決生活裡的問題的人，往往一开始也并不是很聪明。況且，犯罪题材节目可能还会有相反的效果——试图掩盖犯罪的蛛絲馬跡，反倒留下更多的痕跡。霍克举出了一个犯人的实例：此人知道用唾液去粘信封，會留下自己的在信封上，於是便用胶带封信，却在胶带上留下了指纹和头发。麦金尼案的首席调查员坦米·克莱恩（Tammy Klein）表示犯下这一杀人罪行的人“总的来说非常愚蠢”；前任国家刑事辩护律师协会（National Association of Criminal Defense Lawyers）会长拉瑞·波兹纳（Larry Pozner）也认为，由于那些犯下暴力罪行的人通常不会采取防范措施，因此法医类的电视节目不大可能会对其行为产生任何影响。
已经被定罪的连环强奸犯乔纳森·海纳斯（Jonathan Haynes）曾强迫自己的受害人销毁法医证据。其中一位受害人受到了《犯罪现场调查》的启发，故意拔下自己的头发留在他的车上，此舉最終成了警方破案的關鍵。

### 警方调查
执法警察常常遇着這樣的事情：一些民眾，因着电视节目中不切实际描述，衍生了一些對其调查过程的額外質疑或要求。2010年，一個研究者訪談了31名加拿大警官，有一些警官表示因那些效应衍生的询问而沮丧，不過大部分警官都積極地将這類詢問看作是让公众了解真实警察工作的机会。法医学涌现新技术，人们又更关注這个學門，這些因素虽然有助于破解一些陈年悬案，但也提高了人们对警方調查的期望。當民眾不斷提高对法医证据的要求，会导致法医实验室面对难以承受的工作量。一些犯罪实验室一年要处理数千起案件，收集到的材料大幅增加，许多执法机构的证据存放仓库的存放空间变得捉襟见肘。在一些案件的调查过程中，工作人员干脆不再收集证据，因为仓库容量有限。